# Добрянка
Добрянка (на руски: Добрянка) е град в Русия, административен център на Добрянски район, Пермски край. Населението му към 1 януари 2018 година е 32 676 души.